# قطعنامه ۶۸۴ شورای امنیت
قطعنامه ۶۸۴ شورای امنیت سازمان ملل متحد که در تاریخ ۳۰ ژانویه ۱۹۹۱ تصویب شد، سندی بین‌المللی دربارهٔ اسرائیل-لبنان است. این قطعنامه طی نشست ۲۹۷۵ام با ۱۵ رای موافق، ۰ مخالف و ۰ ممتنع تصویب شد.